# الفيلق الإستوني
الفيلق الإستوني ( (بالإستونية: Eesti Leegion)‏، (بالألمانية: Estnische Legion)‏ كانت وحدة عسكرية داخل قوات الدعم القتالية التابعة لفافن إس إس خلال الحرب العالمية الثانية، وتكونت بشكل رئيسي من الجنود الإستونيين.

## التكوين
تم الإعلان عن التشكيل في 28 أغسطس 1942 من قبل قوى الاحتلال الألمانية في إستونيا وتم تأسيسه رسميًا في 1 أكتوبر 1942. تم ترشيح Oberführer Franz Augsberger ليكون قائد الفيلق واللواء المتطوعين الإستوني الثالث لاحقًا. أشترك 500 متطوع في الفيلق بحلول 13 أكتوبر 1942. في ربيع عام 1943، تم تجنيد رجال إضافيين من قوات الشرطة وارتفع العدد إلى 1280. 

## الوحدات

### كتيبة ناروا
تم تشكيل كتيبة ناروا من أول 800 رجل من الفيلق الذي كان قد انتهى تدريبهم في دبيتسا (Heidelager في عام 1943)، وأرسلت في أبريل 1943 للانضمام إلى كتيبة Wiking في أوكرانيا. وقد حلوا محل كتيبة المتطوعين الفنلندية، التي استدعت إلى فنلندا لأسباب سياسية.
كانت كتيبة نارفا في بؤرة تركيز هجوم الجيش الأحمر بالقرب من إزجوم، أوكرانيا. دخلت الوحدة المعركة ب800 رجل، ولم يتبق سوى ثلثهم قادرين على القتال. ومع ذلك، تكبد الجيش الأحمر خسائر فادحة حيث فقد أكثر من 7000 رجل قتلا أو جرحا، وفقد أكثر من 100 دبابة.
شاركت كتيبة ناروا في معركة جيب كورسون-تشيركاسي. تراجعت الكتيبة عبر طريق الهروب المسمى «بوابة الجحيم»، وقد تعرضت للنيران السوفيتية الثقيلة بغطاء صغير. فقدت الكتيبة كل معداتها تقريبًا أثناء المجزرة بينما فر معظم الجنود من الحصار.

### لواء المتطوعيين الإستوني الثالث
من أجل تجنيد المزيد من الرجال في الفيلق، تحولت قوات الاحتلال الألمانية إلى التعبئة القسرية في مارس 1943 من خلال استدعاء جميع الرجال الإستونيين المولودين بين 1919-1924. ونتيجة لذلك، تم تجنيد 5300 رجل في الفيلق الإستوني و 6,800 في خدمات الدعم للفيرماخت. تم تشكيل الفوج الإستوني الثاني وتم تأسيس لواء المتطوعيين إس إس الإستوني في 5 مايو 1943.
تم الإعلان عن التجنيد مرة أخرى في أكتوبر 1943 للرجال الذين ولدوا في 1925-1926. ونتيجة لذلك، هرب حوالي 5000 رجل إلى فنلندا لتجنب الجنيد. تطوع معظم هؤلاء الرجال للخدمة في قوات الدفاع الفنلندية وشكلوا فوج المشاة الفنلندي 200. تم ضم المجندين مع لواء المتطوعين إس إس الإستوني الذي تم تغيير اسمه إلى لواء المتطوعيين الإستوني الثالث في 22 أكتوبر 1944.

### فرقة فافن غرينادير العشرين التابعة لإس إس
بحلول يناير 1944، ساء الوضع العسكري الألماني في الجبهة الشرقية حتى الآن، حيث تم الإعلان عن دعوة تجنيد عام في إستونيا في 1 فبراير 1944. على أمل استعادة استقلال إستونيا، قدم رئيس وزراء جمهورية إستونيا السابق يوري أولوتس دعمه للمشروع. ونتيجة لذلك تم تجنيد حوالي 38000 رجل، وأعيدت وحدات من الفيلق الإستوني وفوج المشاة الفنلندي 200 إلى إستونيا وتم دمجهم في فرقة فافن غرينادير العشرين التابعة لقوات الأمن الخاصة (الاستونية الأولى).